# Villiam (travhäst)
Villiam, född 15 februari 2014 i Tullinge i Stockholms län, är en svensk varmblodig travhäst. Han tränas och ägs av sin uppfödare Timo Nurmos och körs av Jorma Kontio. Han är döpt efter Nurmos farfar.
Villiam började tävla i juni 2017. Han inledde karriären med fem raka segrar. Han sprang in 6,2 miljoner kronor under sin karriär på 15 starter varav 7 segrar, 1 andraplats och 3 tredjeplatser. Han har tagit karriärens hittills största segrar i Svenskt Trav-Kriterium (2017) och Grand Prix l'UET (2018).
Villiam innehar världsrekordet 1.12,0 för treåringar över distansen 2640 meter med autostart.

## Karriär

### Debutsäsongen 2017
Villiam gjorde tävlingsdebut den 12 juni 2017 i ett lopp på Sundbyholms travbana utanför Eskilstuna, tillsammans med kusken Jorma Kontio. Han blev tidigt släppt till ledningen av Per Lennartsson med hästen Hersey Boko, och vann därefter loppet med en och en halv längd. Han inledde karriären med en segersvit på fem raka segrar.
Den 1 oktober 2017 segrade Villiam i finalen av Svenskt Trav-Kriterium på Solvalla. Segern togs på tiden 1.12,0, vilket innebar nytt världsrekord för treåringar över distansen 2640 meter med autostart. Det tidigare världsrekordet var 1.12,8 och innehades av Readly Express.
Första året på tävlingsbanan var mycket framgångsrikt och han slutade året som den svenska travsäsongens femte vinstrikaste travhäst samt vinstrikaste treåring.

### Fortsatt karriär
Den 12 oktober 2018 segrade Villiam i det europeiska fyraåringsderbyt Grand Prix l'UET, som gick av stapeln på Vincennesbanan i Paris. Efter segern påtalade kusken Jorma Kontio att Villiam är i klass med Readly Express och kan vara en häst för Prix d'Amérique.

## Statistik

### Starter
| Ingen skoinformation | Ingen skoinformation |

| Skor fram | Skor bak |

| Skor fram | Skor bak |

| Skor fram | Skor bak |

| Skor fram | Skor bak |

| Skor fram | Skor bak |

| Skor fram | Skor bak |

| Inga skor fram, ändrat sedan förra start | Inga skor bak, ändrat sedan förra start |

| Skor fram, ändrat sedan förra start | Skor bak, ändrat sedan förra start |

| Inga skor fram, ändrat sedan förra start | Inga skor bak, ändrat sedan förra start |

| Inga skor fram | Inga skor bak |

| Inga skor fram | Inga skor bak |

| Inga skor fram | Inga skor bak |

| Skor fram, ändrat sedan förra start | Skor bak, ändrat sedan förra start |

| Inga skor fram, ändrat sedan förra start | Inga skor bak, ändrat sedan förra start |

| Ingen skoinformation | Ingen skoinformation |